# 李园 (战国)
李园（？—？），战国时期赵国人。他把妹妹李環通过春申君献给无子的楚考烈王。后来其妹生下一子，李园得以与春申君同掌楚国朝政。前238年，楚考烈王去世，李园矫命杀死春申君，他外甥即位，就是楚幽王。楚幽王年幼，在位期间由李园掌权，其间秦国派辛梧游说魏国，谋划秦魏联合攻打楚国，李园对此担忧，在秦魏联军未及攻楚前，对辛梧说：“以秦之强，有梁之劲，东面而伐楚。于臣也，楚不待伐，割絷马免而西走，秦与楚为上交，秦祸案环中梁矣。将军必逐于梁，恐诛于秦。将军不见井忌乎。为秦据赵而攻燕，拔二城。燕使蔡鸟股符胠璧，间赵入秦，以河间十城封秦相文信侯。文信侯弗敢受，曰：‘我无功’。蔡鸟明日见，带长剑，按其剑，举其末，视文信侯曰：‘君曰：我无功。君无功，胡不解君之玺以佩蒙骜、王齮也。秦王以君为贤，故加君二人之上。今燕献地，此非秦之地也，君弗受，不忠。’文信侯敬诺。言之秦王，秦王令受之。与燕为上交，秦祸案环归于赵矣。秦大举兵东面而赍赵，言毋攻燕。以秦之强，有燕之怒，割赵必深。赵不能听，逐井忌，诛于秦。今臣窃为将军私计，不如少案之，毋庸出兵。秦未得志于楚，必重梁；梁未得志于楚，必重秦，是将军两重。天下人无不死者，久者寿，愿将军之察之也。梁兵未出、楚见梁之未出兵也，走秦必缓。秦王怒于楚之缓也，怨必深。是将军有重矣。”魏国最终果然撤退。楚幽王卒後，李园妹妹和楚考烈王的遗腹子楚哀王即位，楚哀王年仅十岁，不久和李太后被楚王负刍杀死，李园全家也被诛灭。